# Тонар
Машиностроительный завод «Тонар» (ООО МЗ «Тонар») — крупнейший российский производитель прицепной и полуприцепной техники в России. Единственный в России производитель карьерных самосвалов и автопоездов повышенной грузоподъемности.
Основу предприятия составляет производственный комплекс в деревне Губино Орехово-Зуевского района Московской области.
Площадь завода — 19,1 га. Общая площадь помещений — 44 944 м². Склад готовой продукции — 6 га.
Название Тонар является сокращением от словосочетания «Товары — народу!».

## История

### 1990-е

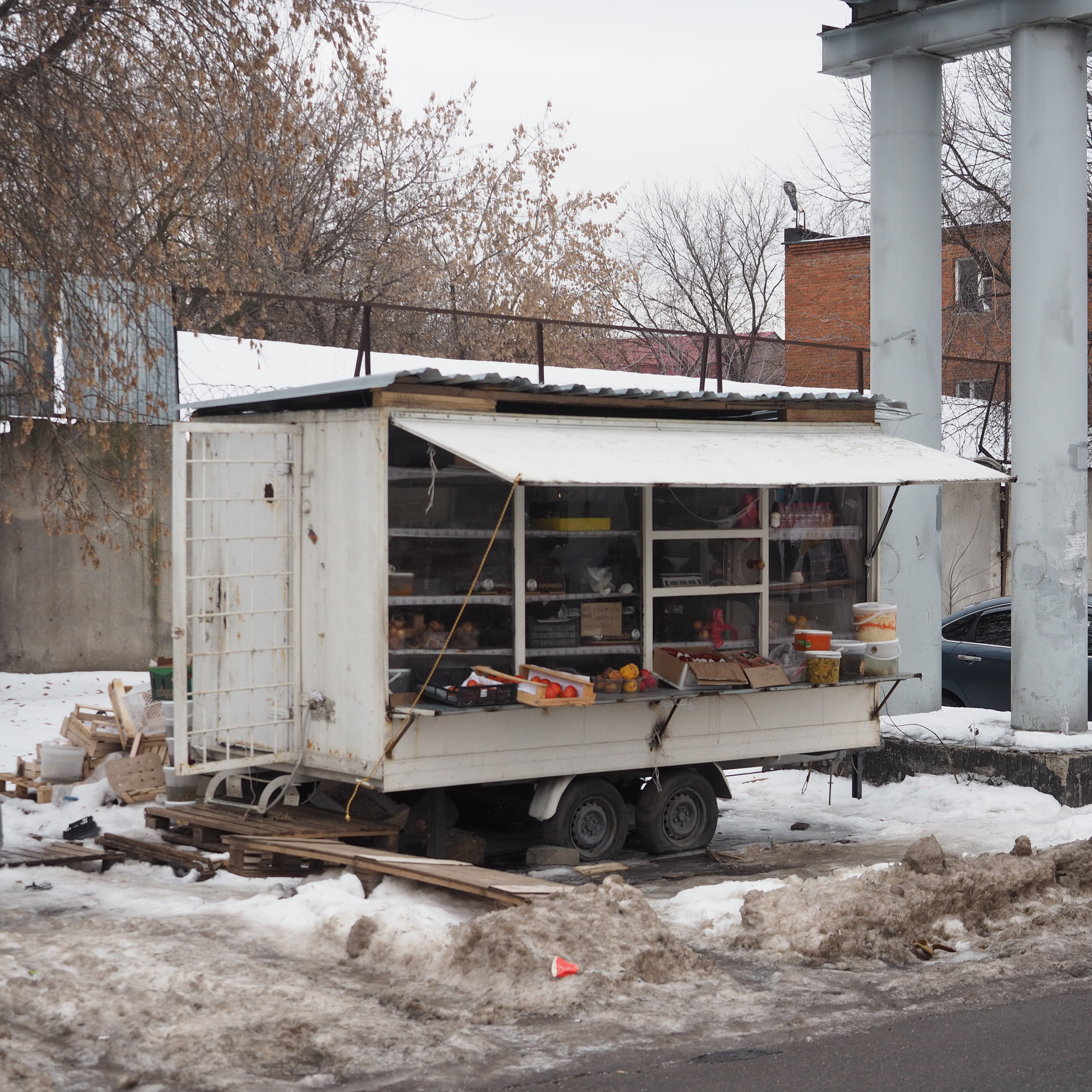
Массовый киоск Тонар

30 ноября 1990 года на «Тонаре» началось изготовление прицепов к легковым автомобилям. В 1992 году «Тонар» предложил передвижные торговые точки, популярность которых оказалась столь высока, что слово тонар стало нарицательным для обозначения данного класса продукции.
Следующим шагом стало освоение производства оцинкованных сэндвич-панелей. С этого момента завод начал производство собственных изотермических кузовов.
В 1994 году проходит широкомасштабная модернизация производства. В 1997 году появляется первый полноразмерный полуприцеп «Тонар». Он комплектуется осями собственного производства. Вскоре «Тонар» начинает производство самосвальных установок и полуприцепов-самосвалов.

### 2000-е
В 2003 году «Тонар» выпустил самосвальные полуприцепы большой вместимости для перевозки песка, щебня и прочих строительных грузов.
В 2008 году доля «Тонара» на рынке прицепной техники России, по данным Росстата, составила 13,6 % (3-е место) в натуральном выражении. На первом месте находился НефАЗ с 24,1 %, на втором — «Автоприцеп-КамАЗ» с 20,4 %.
С 2008 года новый вектор производства ООО МЗ «Тонар» — техника для сельского хозяйства.

В 2009 году завод объявил о намерении выпускать грузовые автомобили.

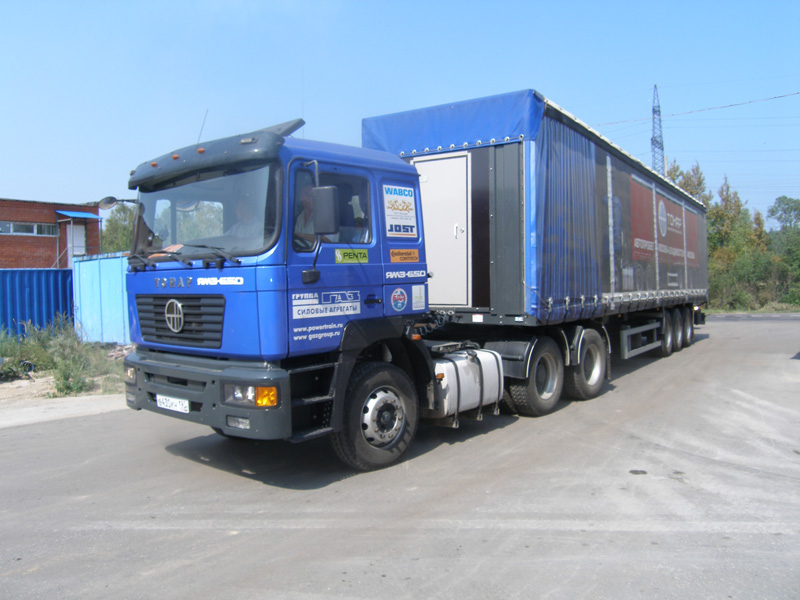
Тонар-6428

### 2010-е
Седельные тягачи «Тонар-6428» с колесной формулой 6х4 серийно выпускались на подмосковном заводе «Тонар» с ноября 2011 года.
В 2013 году начала глобальная автоматизация и роботизация производства.
В 2013 году МЗ «Тонар» начал выпуск карьерных самосвалов.
В 2016 году по заказу компании «Алроса» начат выпуск автопоезда (тягач Тонар-45252 и двухзвенный прицеп Тонар-95405) грузоподъемностью 130—200 тонн.
В 2018 году выпущен карьерный самосвал Тонар-7501 грузоподъёмностью 60 тонн.

### 2020-е
В 2023 году были продемонстрированы шарнирно-сочлененный самосвал модели «ТОНАР-7508» Т-45 (грузоподъемностью 45 тонн) и Т-35, а также магистральный седельный тягач модели Orix 4 × 2, выпускаемый в рамках сотрудничества с FAW. С 2022 года завод выпустил 10 шарнирно-сочлененных самосвалов и 24 сверхтяжелых автопоезда «ТОНАР-7502» грузоподъемностью 120 т (объём 75 м3).

## Продукция завода
Модельный ряд завода «Тонар» включает в себя широкий ассортимент магистральной прицепной техники, карьерных самосвалов, сельскохозяйственной техники и осевых агрегатов.

### Магистральная прицепная техника
- Изотермические полуприцепы.
- Полуприцепы рефрижераторы.
- Тентованные полуприцепы.
- Бортовые полуприцепы.
- Полуприцепы со сдвижными полами.
- Прицепы сортиментовозы.
- Полуприцепы контейнеровозы.

### Карьерные самосвалы и спецтранспорт для перевозки сыпучих грузов

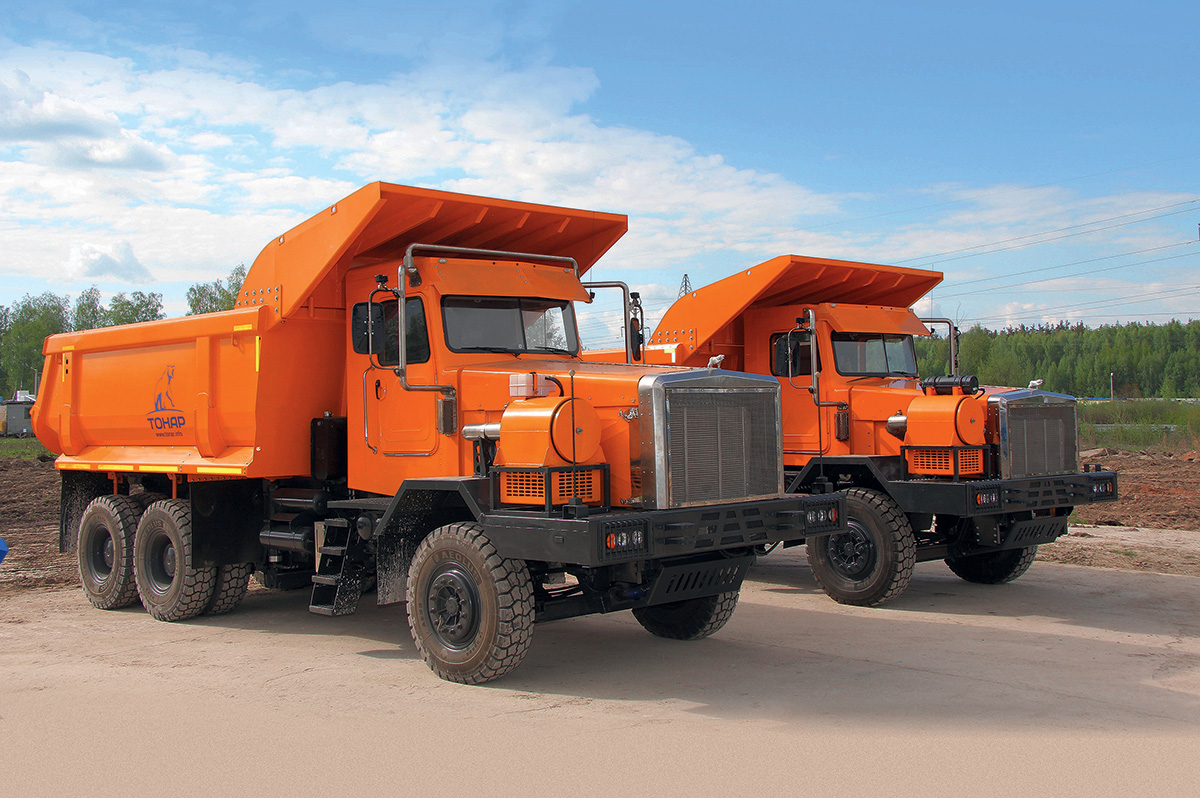
Карьерный (технологический) самосвал Тонар-45251

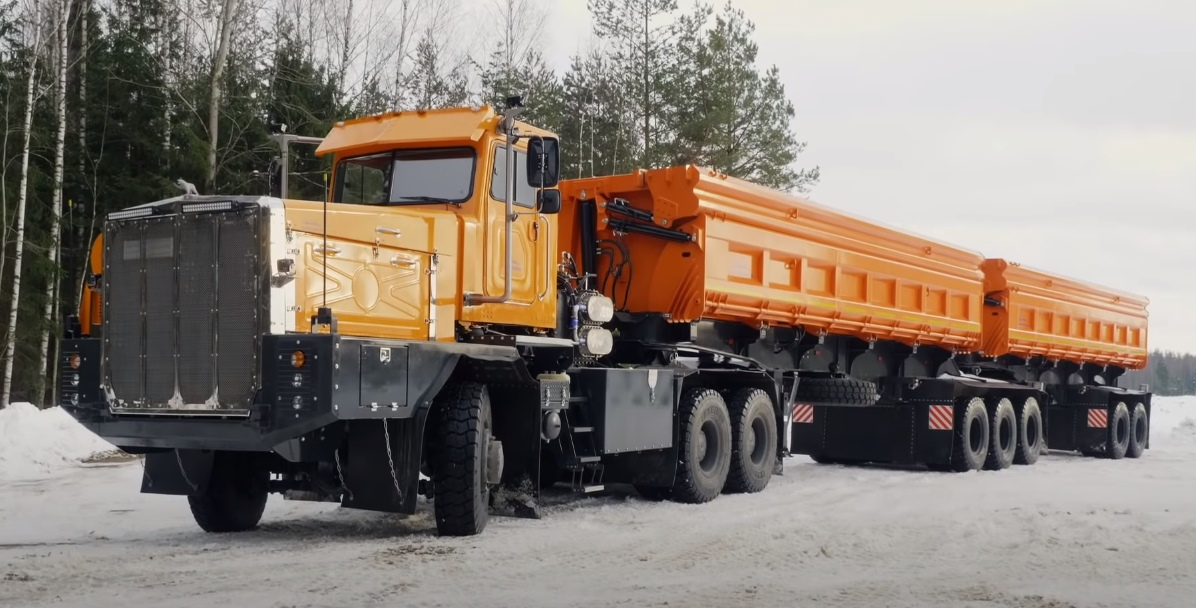
Самосвальный автопоезд Тонар-95405

- Самосвальный автопоезд Тонар-95405.
- Карьерный (технологический) самосвал Тонар-45251.
- Карьерный (технологический) самосвал Тонар-7501.
- Полуприцепы металловозы.
- Прицепы самосвальные.
- Полуприцепы с боковой разгрузкой.
- Полуприцепы с задней разгрузкой.

### Сельскохозяйственная техника
Завод выпускает зерновозы, тракторные самосвальные прицепы, полуприцеп с донным транспортером-картофелевоз, зерновые бункера — перегрузчики, полуприцепы-зерновозы с донной разгрузкой (хоппер).

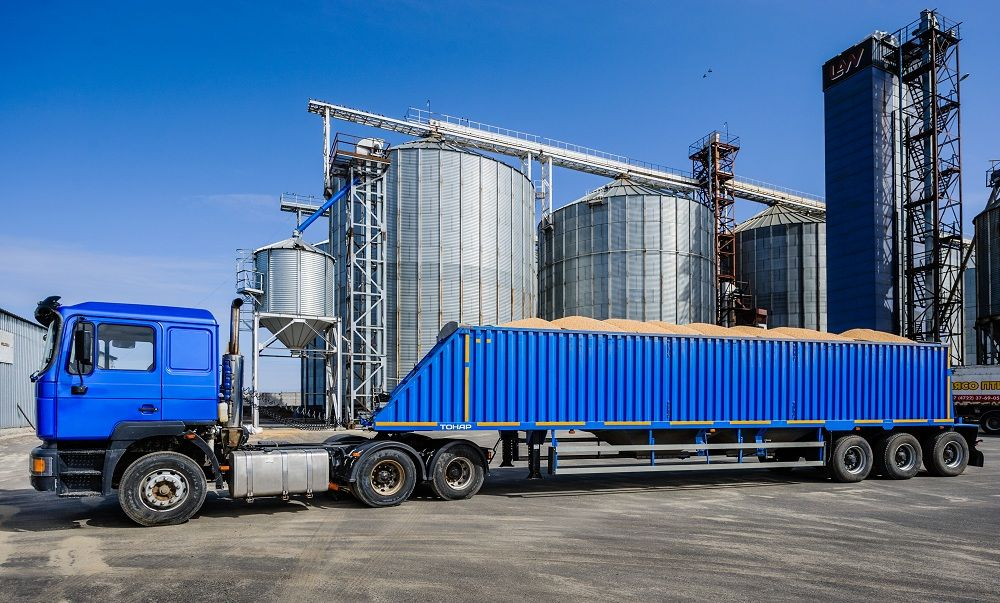
Полуприцеп зерновоз Тонар-9386

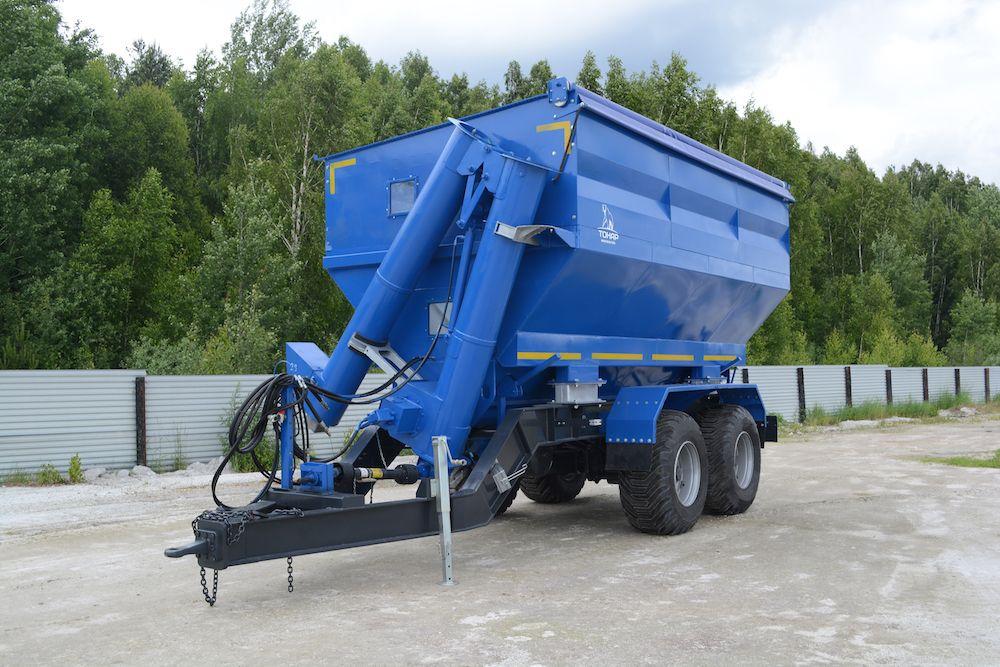
Бункер-перегрузчик зерна Тонар-ПТ5

Для животноводческих фирм завод выпускает птицевозы и скотовозы.

### Осевые агрегаты
С 2002 года завод начал производство осевого агрегата грузоподъемностью 9 тонн.
Кризис 2008 года привел к ощутимому удорожанию зарубежных компонентов и стал хорошим стимулом для расширения линейки осевых агрегатов собственного производства.
Сегодня фирма имеет в своей производственной гамме ассортимент осей, способный закрыть любые потребности перевозчиков. В 2015 году, компания вновь произвела замещение импортных комплектующих, сделав осевые агрегаты на 100 % отечественным продуктом. Теперь не только балка, ступичные узлы, но и тормозные механизмы — российского производства. Аналогичные мероприятия проведены и по деталям подвески, которая на сегодняшний день почти полностью состоит из отечественных комплектующих. Исключение составляет пневморессора, поставляемая группой «Континенталь». Данный элемент зарекомендовал себя с лучшей стороны, и найти ему альтернативу пока не представляется возможным.
Примечательно, что при замещении ряда импортных компонентов в осях аналогами российского производства оказалось, что отечественные детали и узлы более надежны в сложных условиях эксплуатации.
В 2022 году компания начала реализацию импортозамещающего проекта в Орехово-Зуеве. В производство осей для полуприцепов было инвестировано около 400 млн рублей, производство должно было обеспечить комплектующими свои мощности и 57 других отечественных заводов.

## Санкции
14 сентября 2023 года, в ответ на российское нападение на Украину, компания включена в блокирующий санкционный список США против производственного сектора экономики России.

## Экспорт
С 2013 года налажен экспорт прицепной техники в страны Европы, Азии, Африки, страны Южной Америки и Ближнего Востока.